# Kōdō
Pour les articles homonymes, voir Kodo.
Le kōdō (香道) est l'art japonais d'apprécier les parfums. C'est un des trois arts traditionnels avec la cérémonie du thé et l'ikebana. Lors d'une cérémonie de kōdō, les participants « écoutent » des fragrances exhalées par des bois parfumés brûlés selon des règles codifiées vers la fin du XIVe siècle.

## Histoire
Les bois parfumés ont été utilisés dans les rituels bouddhistes dès la période Nara (710-794). Les bois parfumés utilisés ne poussent pas au Japon et devaient donc être importés de l'Inde ou du sud-est asiatique à grand prix.
Au XIe siècle, des compétitions étaient organisées à partir d'essences mélangés appelés awaseko. Dans le Genji monogatari, Murasaki Shikibu décrit ces compétitions autour des parfums chez les nobles de Heian. Ces compétitions se transforment alors en réception mondaine et en jeu d'argent.
Des amateurs de parfums et des lettrés tels que le shogun Yoshimasa Ashikaga (1436-1490), le poète Sanjōnishi Sanetaka (1455-1537) ou Shino Sōshin (mort en 1522) ont évalué et classifié les bois parfumés et ont lié les règles des jeux à la culture littéraire. De plus en plus raffinés, ces jeux finissent par donner naissance au kōdō. Il reste aujourd'hui deux écoles principales de kōdō, Oie-ryū qui descend de Sanjōnishi Sanetaka et Shino-ryū, issue de Shino Sōshin.

## Les dix vertus dukōdō
Traditionnellement, les dix vertus du kōdō (香十徳) sont :
1. 感格鬼神 : aiguise les sens
2. 清浄心身 : purifie le corps et l'esprit
3. 能払汚穢 : élimine les « polluants »
4. 能覚睡眠 : réveille l'esprit
5. 静中成友 : soigne le sentiment de solitude
6. 塵裏愉閑 : calme les périodes agitées
7. 多而不厭 : n'est pas désagréable, même en abondance
8. 募而知足 : même de petites quantités suffisent
9. 久蔵不朽 : ne se décompose pas après une très longue durée
10. 常用無障 : une utilisation habituelle ne nuit pas

## Six pays et cinq saveurs
Les essences de bois utilisées pour le kōdō sont divisées en « six pays et cinq saveurs » (六国五味, rikkoku gomi), :
1. kyara (伽羅?) : amer (苦, nigai?)
2. rakoku (羅国?) : doux (甘, amai?)
3. manaka (真那伽?) : sans saveur
4. minaban (真南蛮?) : salé (鹹, shiokarai?)
5. sasora (佐曾羅?) : épicé (辛, karai?)
6. sumotara (寸聞多羅?) : acide (酸, suppai?)

Ces pays ne correspondent pas aux pays actuels et l'origine de cette classification non scientifique est disputée.

## Cérémonie
La cérémonie a lieu dans une pièce où six à quinze personnes se rassemblent en formant un carré.
Un préparateur, le komoto, remplit de cendres de riz une coupe appelée le kiki-gouro. Une braise de bambou est brûlée séparément et placée à l'intérieur des cendres. Des tracés codifiés sont effectués sur les cendres et un petit plat de mica est ensuite placé au centre. Enfin, un morceau de bois de la taille d'un grain de riz est déposé sur le mica. Ainsi les senteurs sont libérées sans combustion.
La coupe passe ensuite de main en main pour l'« écoute » et revient au komoto qui a préparé une seconde coupe pour la comparaison.

### Kumikō

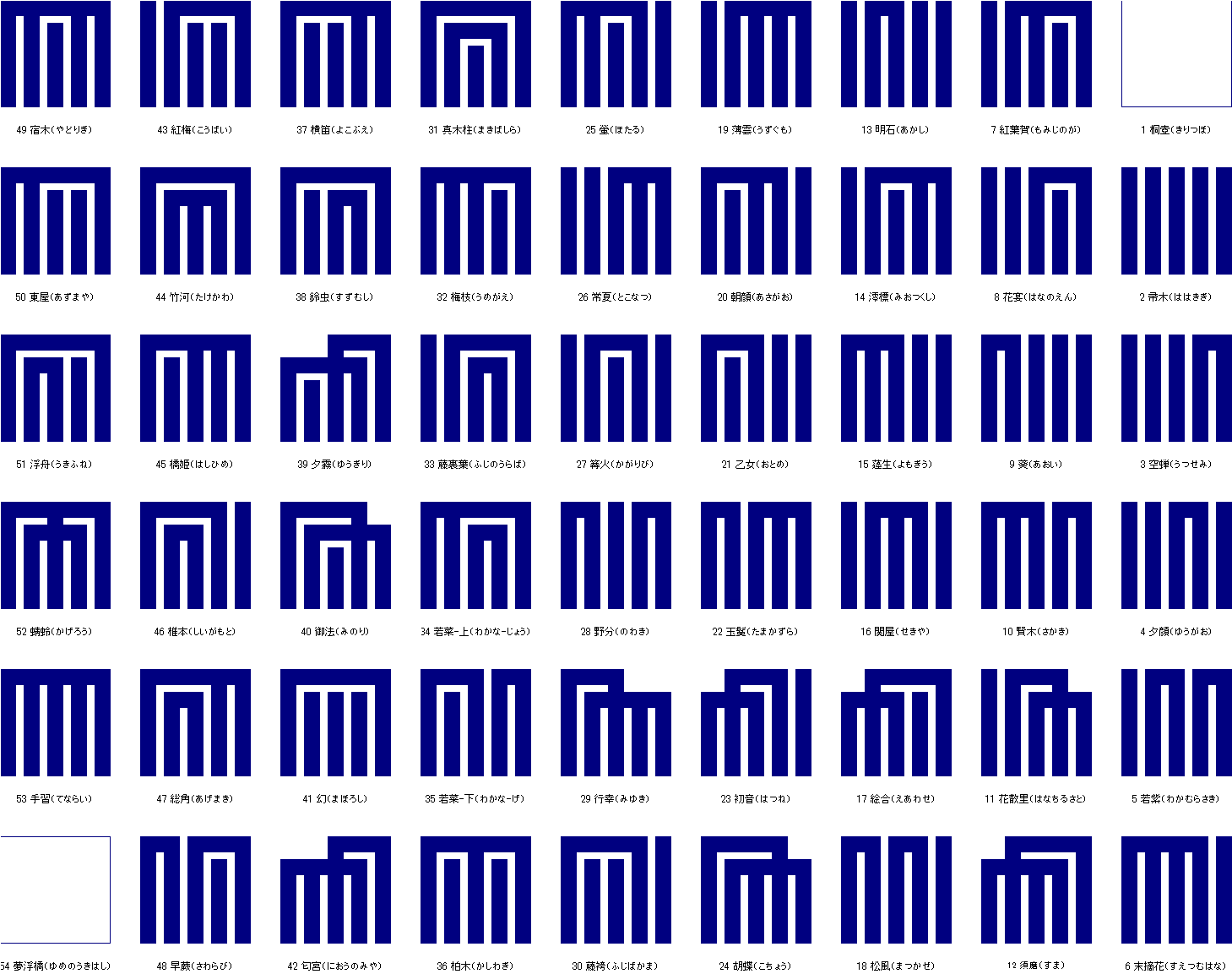
« Carte du genjikō » (源氏香の図).

Lorsqu'on utilise qu'une seule essence de bois, la cérémonie est appelée itchūgiki ou kanshōkō mais le plus souvent des essences différentes sont utilisées pour un jeu. Des centaines de jeux, appelés kumikō, ont été créés pour le kōdō, souvent fondés sur les saisons, la poésie ou le voyage.
Après l'écoute d'un poème, appelé waka, on associe aux images importantes des encens, que chaque participant cherchera à mémoriser ; il devra ensuite les reconnaître lorsqu'ils lui seront représentés, dans le désordre. Une fois la cérémonie terminée, diverses informations (telles que date, lieu où elle s'est déroulée, nom des participants et de l'organisateur) sont reportées sur une feuille qui est remise au participant ayant obtenu la meilleure note.
Par exemple, dans le genjikō, vingt-cinq morceaux de bois parfumés sont préparés, cinq fois cinq essences différentes. Cinq morceaux sont tirés au hasard qu'on fait brûler les uns après les autres. Les participants notent leur jugement en utilisant un des cinquante-deux signes qui sont nommés selon les titres des chapitres du Genji monogatari. Par exemple, si seul le deuxième morceau est différent des autres, la deuxième ligne (en partant de la droite) n'est pas connectée aux autres comme dans la figure 32 ci-contre.